# ناتالیا گاوریلیتا
ناتالیا گاوریلیتا (انگلیسی: Natalia Gavrilița؛ زادهٔ ۲۱ سپتامبر ۱۹۷۷) سیاست‌مدار اهل مولداوی است. وی از ۶ اوت ۲۰۲۱ نخست‌وزیر این کشور می‌باشد.